# Списак истраживачких метода у психологији
Истраживачке методе у психологоји чини широк спектар научних истраживачких метода. Ове методе се разликују у зависности од извора из којих се информације добијају, начина узорковања тих информација и врсте инструмената који се користе у прикупљању података. Методе се такође разликују по томе да ли прикупљају квалитативне податке, квантитативне податке или обоје.
Квалитативно психолошко истраживање је место где се до резултата истраживања не долази статистичким или другим квантитативним поступцима. Квантитативно психолошко истраживање је место где су резултати истраживања резултат математичког моделирања и статистичке процене или статистичког закључивања. Будући да се квалитативним информацијама као таквим може поступати статистички, разлика се односи на методу, а не на тему која се проучава.

## Врсте
Постоје три главне врсте психолошких истраживања:
- Корелационо истраживање
- Описно истраживање
- Експериментално истраживање

Следе уобичајени начини истраживања и методе прикупљања података:
- Архивска истраживања
- Студија случаја - Иако су студије случаја често укључене на странице „метода истраживања“, оне заправо нису јединствена метода истраживања. Методологија проучавања случаја укључује употребу различитих метода истраживања (нпр. Интервју, посматрање, упитник за самоизвјештавање). Истраживачи тумаче шта заједнички подаци значе за подручје проучавања. Дакле, студије случаја су методологија, а не метода.
- Рачунарска симулација (моделирање)
- Анализа садржаја
- Методологија узорковања догађаја, која се такође назива методологија узорковања искуства (ЕСМ), студија дневника или тренутна еколошка процена (ЕМА)
- Експериментисање често са одвојеним групама за третман и контролу (види научну контролу и дизајн експеримената). За више детаља погледајте Експериментална психологија.
- Теренски експеримент
- Интервју може бити структуриран или неструктуриран.
- Мета-анализа
- Неурослика и друге психофизиолошке методе
- Посматрачка студија, може бити натуралистичка (види природни експеримент), учесничка или контролисана.
- Евалуација програма
- Квази-експеримент
- Самопријављивање инвентара
- Анкета, често са случајним узорком (види узорковање из анкете)
- Студија близанаца

## Дизајн истраживања
Дизајн истраживања  варира у зависности од временског периода током којег се прикупљају подаци, и може бити 
- Ретроспективна кохортна студија: Бирају се субјекти, затим се прикупљају подаци о њиховим прошлим искуствима.
- Могућа кохортна студија: Испитаници се регрутују пре него што се предложени независни ефекти примене или се појаве.
- Студија пресека, у којој се узоркује популација на свим предложеним мерама у једном тренутку.
- Лонгитудинална студија: Предмети се проучавају у више временских тачака: Може се позабавити кохортним ефектом и указати на узрочне правце ефеката.

## Психолошка истраживања на животиња и људима
- Студија на животињама
- Истраживање људских субјеката